# كامارج
كامارغ (/kæˈmɑːrɡ/، الإنجليزية الأمريكية: /kɑːˈ-/ ،  
نطق فرنسي: [kamaʁɡ]

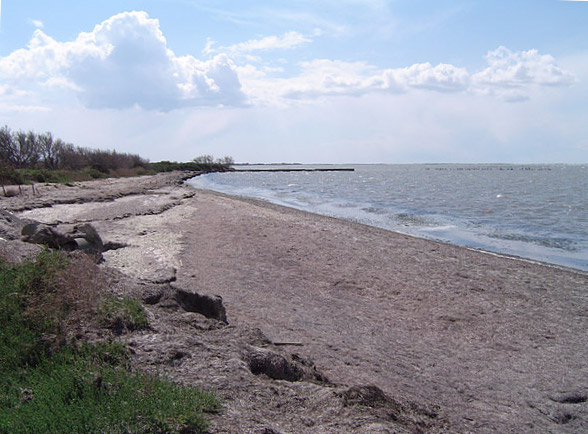
الخط الساحلي لـ إتانغ دي فاكاري

؛ (بالقسطانية: Camarga) هي منطقة ساحلية في جنوب فرنسا تقع جنوب مدينة آرل، بين البحر الأبيض المتوسط وذراعي دلتا نهر الرون. الذراع الشرقي يسمى غراند رون. والذراع الغربي يسمى بيتي رون (أي الرون الصغير). وهي تشكل أكبر دلتا نهر في أوروبا الغربية.
إدارياً تقع كامارج ضمن إقليم بوش دو رون (أفواه الرون)؛ وهي تمتد إلى أجزاء من بلديات آرل وسانتيس ماري دو لا مير، و بورت سانت لويس دو رون. يقع جزء آخر في سهل مستنقعات، والمعروف باسم (كامارغ الصغير)، إلى الغرب مباشرة من رون الصغير، داخل مقاطعة غارد.
صنفت كامارغ كموقع رامسار على أنه أرض رطبة ذات أهمية دولية في 1 ديسمبر 1986. وتبعتها في هذا التقسيم" كامارغ الصغيرة" في 8 يناير 1996.

## الجغرافيا

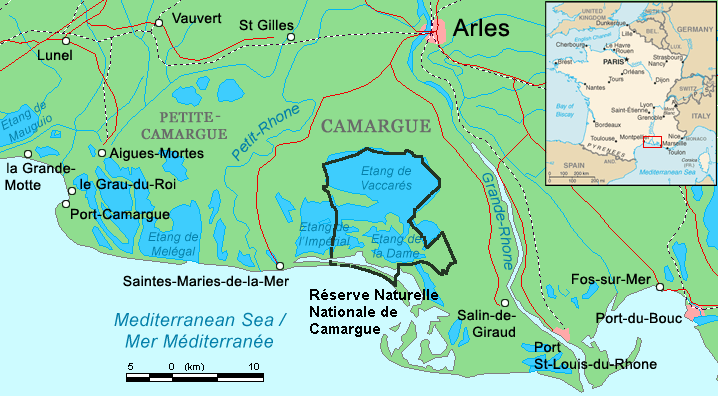
خريطة كامارغمنطقة كامارج

بمساحة تزيد عن 930 كـم2 (360 ميل2)، كامارغ هي أكبر دلتا نهر في أوروبا الغربية. إنها سهل شاسع يتألف من بحيرات كبيرة من المياه المالحة أو شبه ملحة، مقطوعة عن البحر بحواجز رملية وتحيط بها مستنقعات مغطاة بالقيصوب. هذه بدورها محاطة بمساحات كبيرة مزروعة.
يتكون ما يقرب من ثلث كامارغ من بحيرات ومستنقعات. تمت حماية المنطقة المركزية حول الخط الساحلي لـ إتانغ دي فاكاري كمتنزه إقليمي منذ عام 1927، تقديراً لأهميتها الكبيرة كملاذ للطيور البرية. وفي عام 2008 وسعت كأكبر منتزه محلي طبيعي.

## النباتات والحيوانات

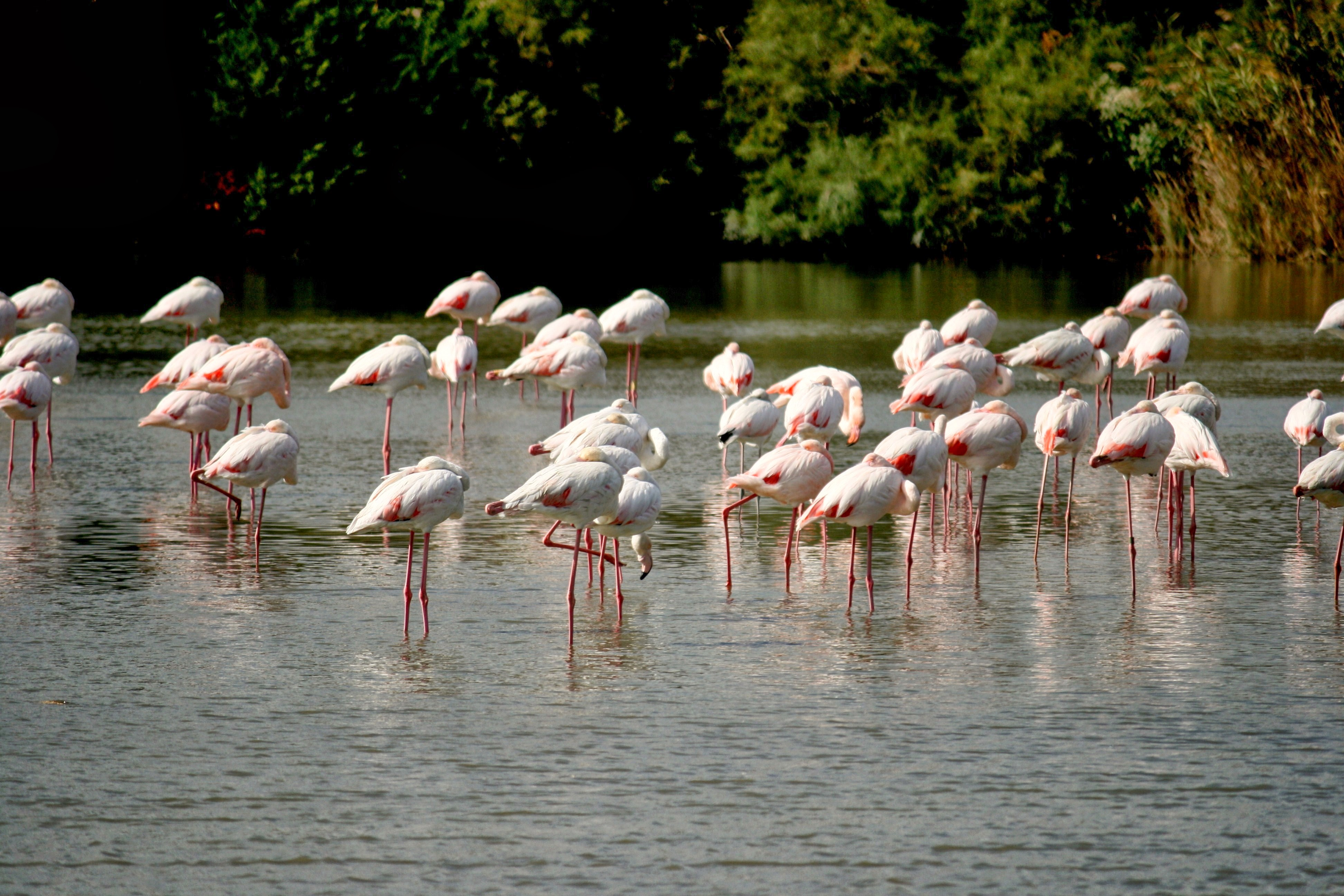
طيور النحام (فلامينجو) في كامارغ

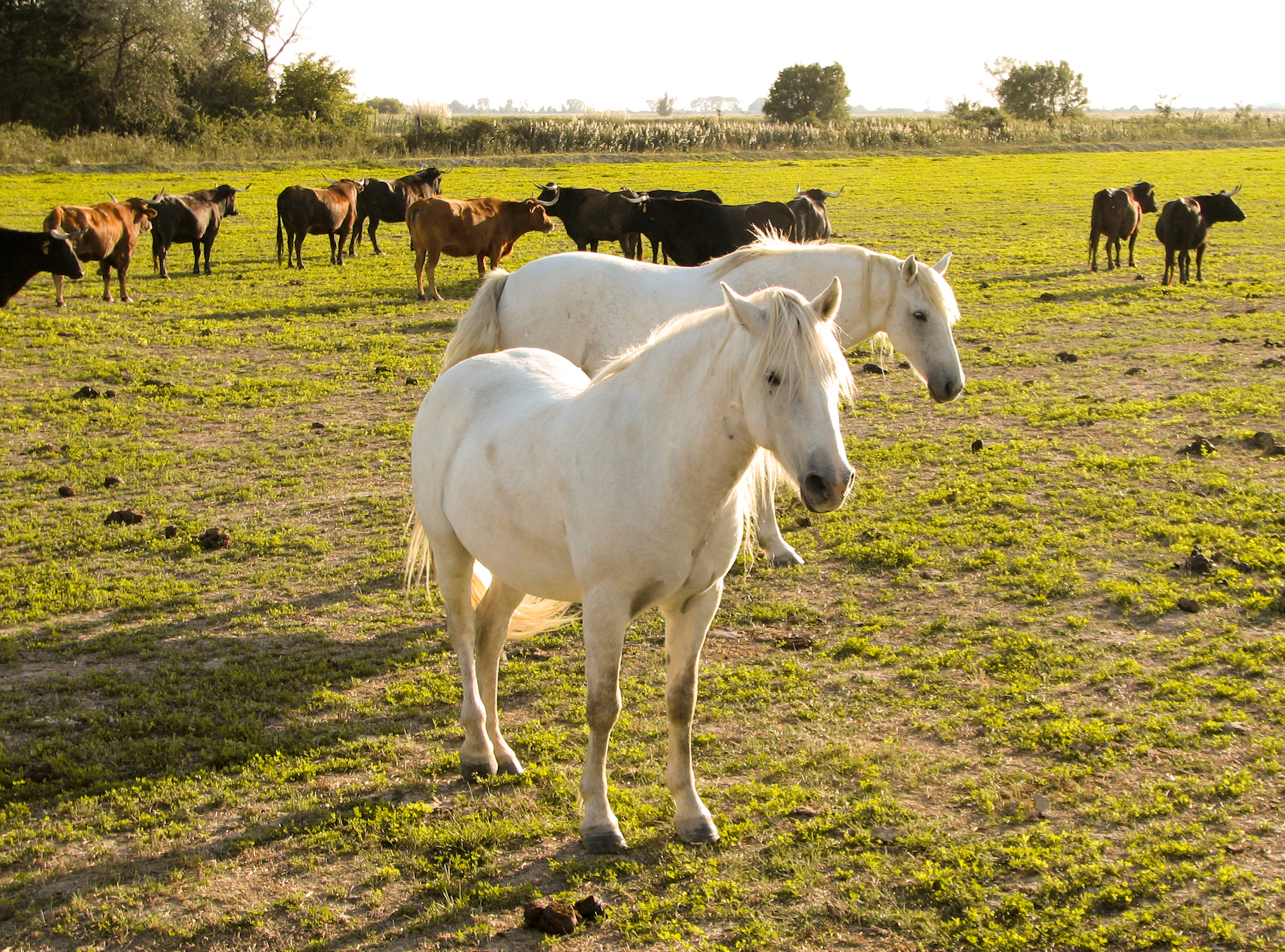
الخيول والماشية في كامارغ

تعد كامارغ موطنًا لأكثر من 400 نوع من الطيور وقد تم تحديدها كمنطقة هامة للطيور (IBA) من قبل بيردلايف إنترناسيونال. توفر برك المياه المالحة فيها واحدة من الموائل الأوروبية القليلة لطيور الفلامنجو الكبيرة. تعد المستنقعات أيضًا موطنًا رئيسيًا للعديد من أنواع الحشرات، ولا سيما (وعلى نحو سيئ السمعة) بعض أكثر أنواع البعوض ضراوة الموجودة في فرنسا. تجوب خيول كامارغ في الأهوار الواسعة، جنبًا إلى جنب مع ماشية كامارغ.
تكيفت النباتات الأصلية في كامارغ مع الظروف الملحية. يزدهر خزامى البحر والأعشاب الزجاجية، جنبًا إلى جنب مع التمريسك وأنواع من القصب.

## بحديقة إقليمية
أنشئ المنتزه المحلي الطبيعي لامارج رسميًا كمنتزه إقليمي ومحمية طبيعية في عام 1970، وهو يغطي 820 كـم2 (320 ميل2). هذه المنطقة هي من أكثر المناطق الطبيعية والأكثر حماية في جميع أنحاء أوروبا. يوفر متحف على جانب الطريق معلومات عن النباتات والحيوانات الموجودة في منطقة لامارغ، وكذلك يعطي بيانات عن تاريخ المنطقة.

## التأثير البشري
عاش الناس في كامارغ منذ آلاف السنين، مما أثر عليها بشكل كبير من خلال مخططات الصرف والسدود وحقول الأرز وأحواض الملح. وقد جُفف الكثير من جبال كامارغ الخارجية لأغراض زراعية.
لدى كامارغ سلالة خيول تسمى كامارجوايس البيضاء. ويركب حراس المنتزه (مثل رعاة البقر) خيول كامارغ، وهم يربون الماشية بهدف استخدامها في مصارعة الثيران للاستغلال المحلي والتصدير لإسبانيا، وكذلك الأغنام. تربى العديد من هذه الحيوانات في ظروف شبه برية، ويسمح لها بالإنتشار عبر كامارغ داخل ماناد أو كقطيع يتحرك بحرية. يتم تجميعهم بشكل دوري للذبح أو العلاج الطبي أو لأشياء أخرى.

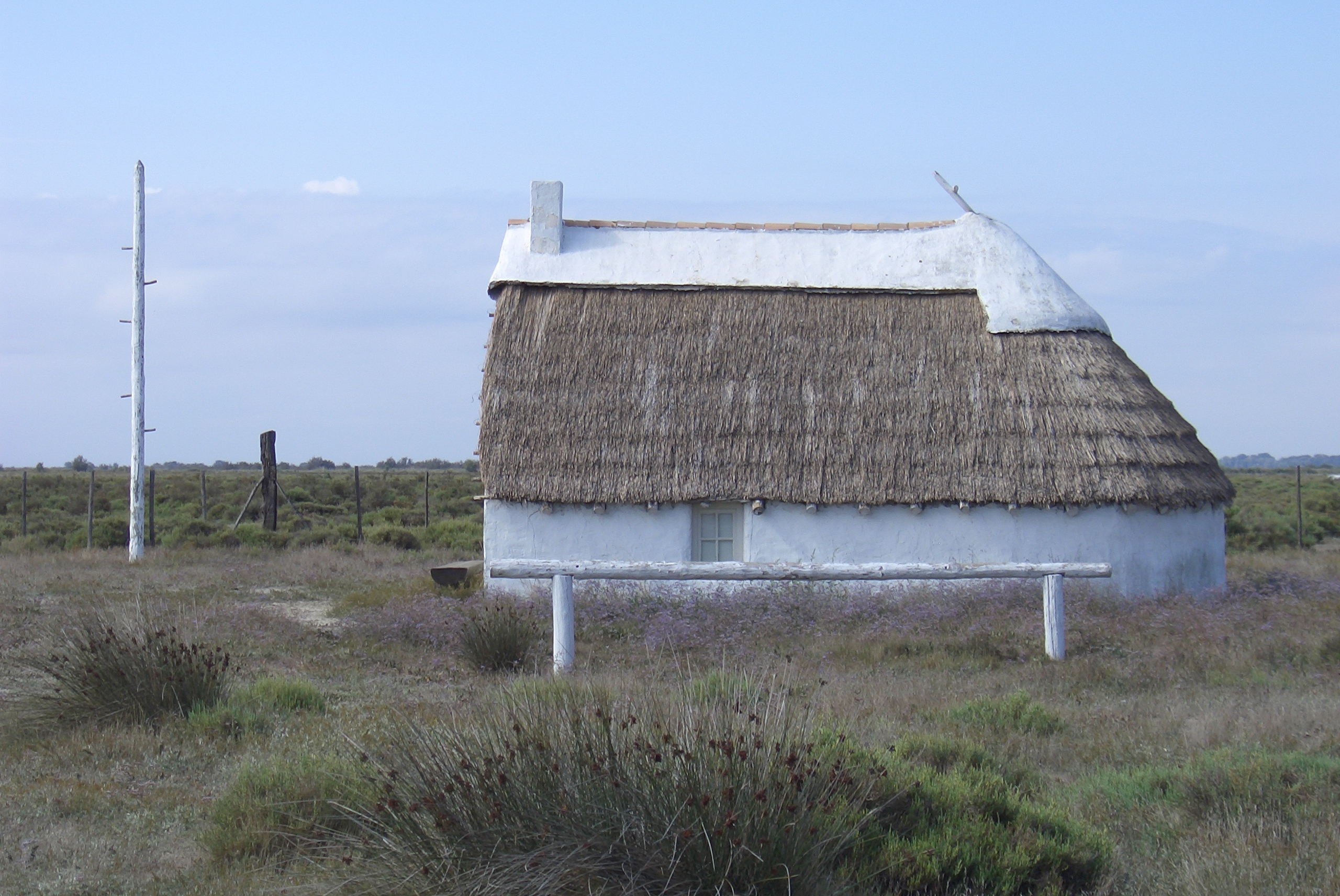
منزل "جارديان" للحراس من القرن العشرين. يستخدم العمود للتسلق والإشراف على قطعان الحيوانات.

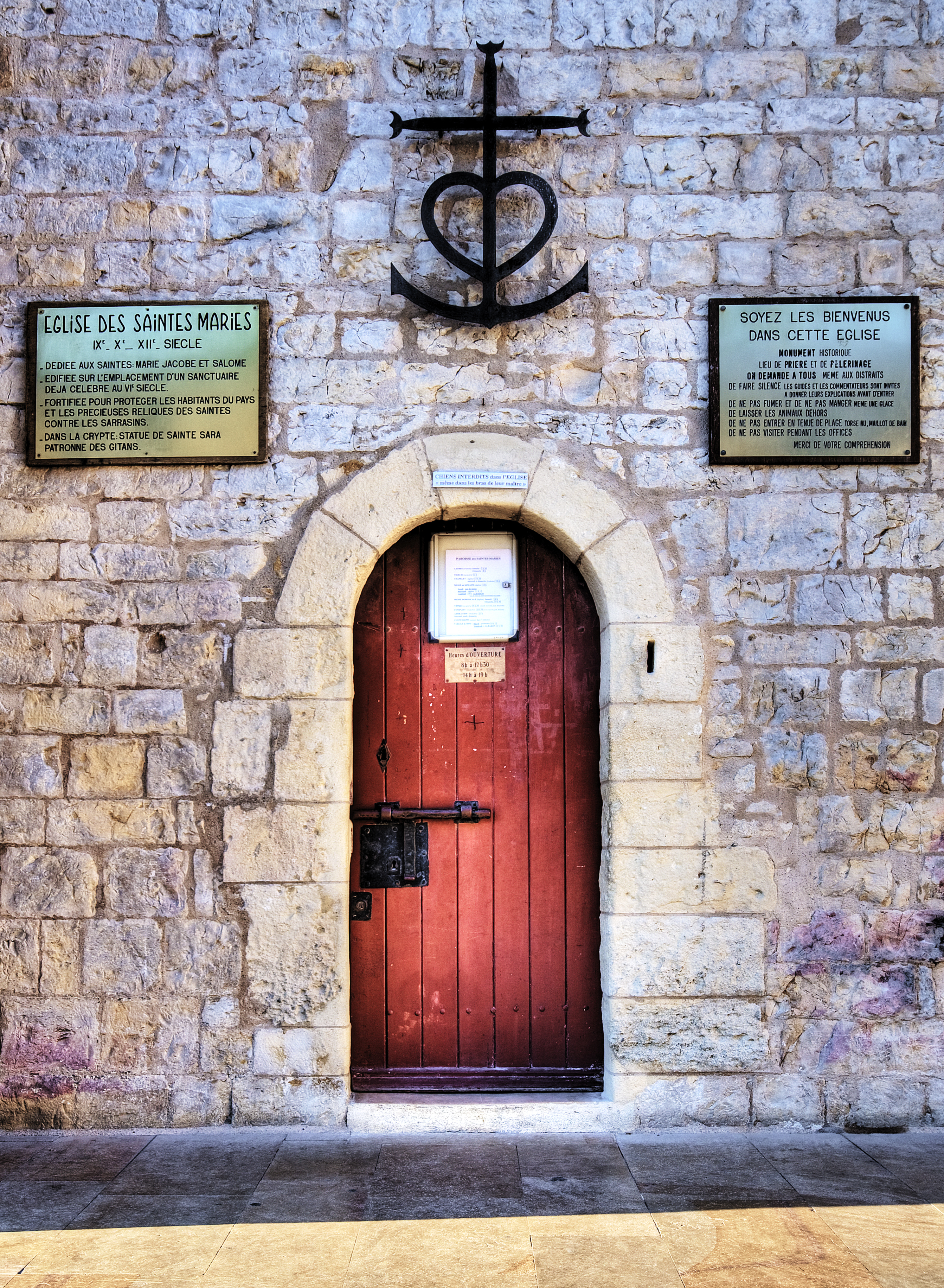
صليب كامارج على كنيسة سانتس ماري دي لا مير

بني عدد قليل من المدن الصغيرة والكبيرة في منطقة كامارغ. وأصبحت مدينة آرل عاصمتها، وهي تقع في أقصى شمال الدلتا حيث يتفرع نهر الرون إلى فرعين رئيسيين. المدن الأخرى الوحيدة الجديرة بالزيارة تقع على طول الساحل البحري أو بالقرب منه، والتي أطلق عليها أيضًا اسم "العاصمة"، تقع نحو 45 كـم (28 ميل) إلى الجنوب الغربي. كما تقع بلدة إيغ مورت التي تعود للقرون الوسطى على الحافة الغربية البعيدة في بتيت كامارغ. هي وجهة حج سنوية لتكريم القديسة سارة.
تم استغلال كامارج في العصور الوسطى من قبل الرهبان سيستريكان وبندكتين . في القرنين السادس عشر والسابع عشر، كما تم تأسيس العقارات الكبيرة، المعروفة محليًا باسم ماس، من قبل ملاك الأراضي الأثرياء من آرل. في نهاية القرن الثامن عشر، طلبوا من نهر الرون حماية المدينة وممتلكاتهم من الفيضانات. وفي عام 1858 حقق بناء Digue à la Mer (سد البحر) يحقق حماية مؤقتة للدلتا من التآكل ، لكنه شكل أرضي متغير، يتأثر دائمًا بالتعرية، بالمياه والطقس.
تقع في شمال كامارغ أراضي زراعية. المحاصيل الرئيسية فيها هي الحبوب وكرمة العنب والأرز. و بالقرب من شاطئ البحر، بدأ بشر ما قبل التاريخ في استخراج الملح، وهي ممارسة لا تزال مستمرة حتى يومنا هذا. كان الملح مصدر ثروة لـ "أديرة الملح" السسترسية في أولميت وفرانكفو وبسالمودي في العصور الوسطى. بدأ جمع الملح الصناعي في القرن التاسع عشر، وأسست شركات كيميائية كبيرة مثل بشيني و سولفاي مدينة "المناجم " سالين دي جيرود.
تتم مراجعة حدود كامارج باستمرار من قبل الرون لأنها تنقل كميات هائلة من الطين في اتجاه مجرى النهر - ما يصل إلى 20 مليون متر مكعب سنويًا. بعض الإتالغ (الفروع) هي بقايا الأذرع القديمة للنهر. الاتجاه العام هو تحرك الساحل للخارج حيث تترسب أرض جديدة في الدلتا عند مصب النهر. إيغ مورت، التي بنيت في الأصل كميناء على الساحل، هي الآن حوالي 5 كـم (3.1 ميل) في الداخل. تم تعديل وتيرة التغيير في السنوات الأخيرة بسبب الحواجز التي من صنعها الإنسان، مثل السدود على نهر الرون والسدود البحرية، لكن الفيضانات لا تزال مشكلة في جميع أنحاء المنطقة.

## أنظر أيضا
- حصان كامارج